# Драгоєво
Драго́єво (болг. Драгоево) — село в Шуменській області Болгарії. Входить до складу общини Великий Преслав.

## Населення
За даними перепису населення 2011 року у селі проживали 860 осіб.
Національний склад населення села:
| Національність   | Кількість осіб | Відсоток |
| ---------------- | -------------- | -------- |
| болгари          | 789            | 97,5%    |
| цигани           | 5              | 0,6%     |
| турки            | 4              | 0,5%     |
| інша             | 6              | 0,7%     |
| не визначились   | 5              | 0,6%     |
| Всього відповіли | 809            |          |

Розподіл населення за віком у 2011 році:
Динаміка населення: